# ارنست اکویرک
ارنست اکویرک (آلمانی: Ernst Ocwirk; ۷ مارس ۱۹۲۶ – ۲۳ ژانویهٔ ۱۹۸۰) بازیکن فوتبال اهل اتریش بود.او یکی از کامل ترین هافبک دفاعی های نسل خود به شمار میرود.عده ای از کارشناسان ارنست اکویرک را بهترین بازیکن تاریخ اتریش میدانند.
از باشگاه‌هایی که در آن بازی کرده است می‌توان به باشگاه فوتبال سمپدوریا، باشگاه فوتبال آستریا وین، و باشگاه فوتبال آستریا وین، اشاره کرد.
وی همچنین در تیم ملی فوتبال اتریش بازی کرده است.